# Thaikatze
| Thaikatze                          | Thaikatze |
| seal-point Thaikatze               | seal-point Thaikatze |
| Standard Nr.                       | Standard Nr. |
| ---------------------------------- | --- |
| Ursprung                           | Thailand |
| verwandte Rassen                   | Siamkatze |
| Gewicht                            | Kater: 4–5 kg Kätzin: 3–4,5 kg                                                                                            |
| allgemein anerkannte Farben:       | Seal Point, Blue Point, Chocolate Point, Lilac Point                                                                      |
| nicht allgemein anerkannte Farben: | Red Point, Cream Point, Fawn Point, Cinnamon Point, Apricot Point, Caramel Point sowie Tortie Point (sowie Foreign White) |
| erlaubte Fellzeichnung             | |
| nicht erlaubte Fellzeichnung       | |
| Liste der Katzenrassen             | |

Die Thai oder Thaikatze und die Siamkatze haben den gleichen Ursprung und stammen aus dem damaligen Königreich Siam – heute Thailand.
In den 1970er Jahren begann der Trend, immer schlankere, zierlichere und grazilere Siamkatzen zu züchten. Einige Züchter hielten am traditionellen Typ fest, was schließlich zur Anerkennung desselben als Rasse unter dem Namen „Thaikatze“ führte, die im englischen Sprachraum auch als „Old-Style Siamese“ bezeichnet wird.

## Geschichte der Thaikatze

### Geschichte der Thaikatze
Wie der Name schon erahnen lässt, stammen die Ahnen dieser Rasse aus dem heutigen Thailand. Diese thailändischen Urahnen – oder besser Urkatzen – wurden bereits vor über 700 Jahren und werden auch noch heute unter dem Namen Wichienmaat gezüchtet.
Das außergewöhnliche Aussehen dieser Rasse faszinierte die Briten, die während der Kolonialzeit in Südostasien aktiv waren. Siam selbst war keine Kolonie. Katzen mit Points und blauen Augen waren in Europa unbekannt. Daher importierten die Briten im 19. Jahrhundert diese Katzen aus Thailand nach England. Aufgrund der Herkunft der Katzen, wurde diese Katzenrasse von den Briten Siamkatze genannt. Durch die beginnende Globalisierung gelangte diese Rasse in die ganze Welt. Die Katzen stellten ein kostbares Geschenk von Kaufleuten und Diplomaten dar und erreichte als solches sogar Königshäuser. Ein Beispiel ist die Siamkatze Kota, welche dem russischen Zarensohn Alexei Nikolaevich geschenkt wurde.

Es war allerdings in England, wo die Katzen bereits 1871 im Crystal Palace auf der ersten Katzenausstellung vorgestellt wurden. Der Organisator dieser Ausstellung, Harrison Weir, war es auch, welcher 1892 als erster die Rassestandards der Siam verfasste:
"The head should be long from the ears to the eyes, and not over broad, and then rather sharply taper off towards the muzzle, the forehead flat, and receding, the eyes somewhat aslant downwards towards the nose, and the eyes of a pearly, yet bright blue colour, the ears usual size and black, with little or no hair on the inside, with black muzzle, and round the eyes black. The form should be slight, graceful, and delicately made, body long, tail rather short and thin, and the legs somewhat short, slender, and the feet oval, not so round as the ordinary English cat. The body should be one bright, uniform, even colour, not clouded, either rich fawn, dun, or ash. The legs, feet, and tail black. The back slightly darker is allowable, if of a rich colour, and the colour softened not clouded."
Sinngemäß übersetzt bedeutet dies:
"Der Kopf sollte von den Ohren bis zu den Augen lang sein und nicht zu breit. Er sollte in Richtung Schnauze eher spitz zulaufen. Die Stirn soll flach und fliehend sein. Die Augen sollten etwas schräg in Richtung der Nase stehen und eine Farbe wie perlmutt, aber doch in strahlendem Blau aufweisen. Die Ohren sollten normal groß und schwarz sein und wenige oder keine Haare in ihnen besitzen. Die Schnauze sollte schwarz und auch die Augen sollten schwarz umrundet sein. Die Form sollte leicht, anmutig und zart sein. Der Körper sollte lang und der Schwanz eher kurz und dünn sein. Die Beine sollten ein eher kurz und schlank sein und die Pfoten oval. Der Kopf sollte nicht so rund sein, wie der einer normalen Englischen Katze. Der Körper sollte eine helle, einheitliche gleichmäßige Farbe besitzen, die nicht getrübt ist, entweder in einem reichen fawn, graubraun oder eschefarben. Die Beine, die Füße und der Schwanz sollte schwarz sein. Sollte der Rücken etwas dunkler sein, ist das erlaubt, wenn es sich um eine satte Farbe handelt, die Farbe aufgehellt wurde und nicht um eine Trübung."
Wie man der Beschreibung entnehmen kann, war diese noch nicht sehr exakt und die damaligen Siamkatzen waren noch sehr variabel in ihrem Aussehen. Es gab Katzen mit einem runden Kopf (apple heads – Apfelkopf) und solche mit einem langköpfigen Typ (marten face – Marderkopf). Diese Unterscheidung entstand durch die Kreuzung von Siam mit in englischen Hauskatzen, da die Siam im englischen Klima schwer zu züchten war. Allerdings zeigten sich auch weitere Unterschiede der ersten Siamesen. So wurde zwischen der Royal Cat of Siam (eine Katze mit hellem Körper, dunklen Abzeichen) und der Chocolate Siam (deutlich dunklere und rundköpfigere Katze) unterschieden. Von diesen beiden hat sich der hellere Farbtyp mit dem eher marderartigen Kopf, die Royal Cat of Siam, durchgesetzt.
Relativ zügig wurden Siamkatzen mit intensiveren blauen Augen und verändertem Kopf und Körper gezüchtet. Sie waren feingliedriger, dünner und hatten längere Köpfe, als die ursprünglichen Importe, die England erreicht hatten. Diese in den 1950ern auf Katzenausstellungen gezeigten Katzen, erfreuten sich einer großen Beliebtheit und fanden viele Bewunderer.
In den 1960er und 1970er Jahren fand eine Aufsplitterung der Rasse Siam in die moderne und in die traditionelle Siam (heute Thaikatze genannt) statt. Bei der Zucht der modernen Siam wurde vor allem die Körperform weiter modifiziert. Der Körper wurde immer schlanker, die Beine länger, der Kopf spitzer und die Ohren schräger gestellt gezüchtet. In den 1990er Jahren war die Extremzucht bei der Siam sehr verbreitet. Inzwischen ist man davon wieder abgekommen.
Wenige andere Liebhaber bevorzugten allerdings das ursprüngliche Aussehen der Rasse und versuchten durch Zucht den ursprünglichen Typ der aus Thailand eingeführten Katze wiederherzustellen. Daher begann sich in den 1950ern der bisher gemeinsame Weg von der Siamkatzen- und der Thaikatzenzucht zu trennen.
Am Aussehen der Thai erinnern heute vor allem die Farben und Points an ihre gleiche Abstammung und Verwandtschaft mit der modernen Siam. Thaikatzen sind rundlicher, kompakter und muskulöser als die hochbeinigen, dünnen und langköpfigen modernen Siamkatzen. Vergleicht man Bilder der ursprünglich im 19. Jahrhundert eingeführten Katzen mit den heutigen Thaikatzen, lässt sich feststellen, dass diese auf den ersten Blick einen identischen Phänotyp aufweisen.
Allerdings, führen einige Kritiker der Rasse an, dass ein paar Thaikatzen-Züchter insbesondere Ende der 1990er Jahre Fremdrassen wie Burma, Rex oder Colorpoint-Briten einkreuzten, um den erwünschten Phänotyp zu erhalten. Daher ist der von vielen Züchtern beanspruchte Hinweis auf die „alte, echte Siamkatze“ oftmals nicht begründbar. Will man sicherstellen, eine tatsächlich traditionelle Siamkatze beziehungsweise eine Siam-Katze alten Typs zu besitzen, sollte man die Stammbäume sehr genau und über mehrere Generationen prüfen.

### Entwicklung der Thaikatze in verschiedenen Ländern
In Russland war es bis zum Ende der 1980er Jahre möglich einen ausreichenden Zuchtbestand von Katzen mit dem Phänotyp des traditionellen Aussehen zu erreichen. Dies war möglich, da in Russland die professionelle und dokumentierte Zuchtarbeit erst in den 1990er gab und die Katzen praktisch keine Zeit hatten das extreme Aussehen der damaligen populären Siamkatzen anzunehmen.
In Deutschland wurde 1989 in der Zeitschrift „Ein Herz für Tiere“ ein Aufruf gestartet. Hieraus entstand die IG „Siam alter Typ“. Das Ziel dieser IG war, dass der traditionelle Siamtyp ebenfalls offiziell anerkannt wird. Über den Katzenverein Deutsche Edelkatze e. V. wurde daher ein entsprechender Antrag beim Verband WCF eingereicht. Dieser Verband verabschiedete 1991 den neu erstellten Standard der traditionellen Siamesen, welche ab diesem Zeitpunkt Thai genannt wurden. Inzwischen wird diese eigenständige Rasse wieder zielgerichtet gezüchtet und ist von Vereinen und Dachorganisationen wie WCF, EGCA, WACC, LOOF, TICA und FIFE anerkannt.

## Aussehen der Thai

### Rassestandard
Je nach Dachverband variiert das gewünschte Aussehen der Thai. Zusammengefasst lässt sich aber festhalten, dass die Thai eine muskulöse, aber elegante Pointkatze ist, mit blauen ovalen Augen, von mittelgroßer Statur, mit mittelhohen Beinen. Am Kopf sollte ein Keil ersichtlich sein, allerdings modifiziert. Der Kopf erscheint runder als der der Siamkatze.
|           |                  | FiFe | WCF | LOOF |
| --------- | ---------------- | --- | --- | --- |
| Allgemein |                  | Die ideale Katze ist pointed und stammt von den natürlich pointed Katzen in Thailand ab. | Die Thai ist eine Pointkatze mit Siam-Abzeichen und in allen Pointfarben ohne Weiß anerkannt.                                                       | Unter Beibehaltung der Merkmale der Siam, die im späten 19. und 20. Jahrhundert bis in die 1960er Jahre in der Meisterschaft gezeigt wurde, ähnelt die Thai dem, was manche als "die Katze unserer Großmutter" oder "traditionelle Siam" bezeichnen. Die Thai ist heutzutage der Vorfahre der Siam, und sollte dieser in keiner Weise ähnlich sehen. Die Thai ist wachsam und gesprächig, mit einer großen Persönlichkeit. |
| Kopf      | Form, Größe      | Modifizierter Keil von mittlerer Größe, Länger als breiter, von mittlerer Breite. Die Stirn ist flach und mittellang. Der Schädel ist leicht gewölbt. | Der Kopf ist ein gemäßigter Keil mit sanft gerundeten Konturen.                                                                                     | Kopf: etwas länger als breit, der Kopf, von vorne gesehen, ist ein modifizierter Keil mit abgerundeten Konturen. |
|           | Profil, Nase     | Das Profil zeigt eine sehr leichte Einbuchtung auf Höhe der Augen; und eine leichte Abwärtskurve an der Nasenspitze. Am Ansatz der Schnauze sind die Wangen leicht nach innen gekrümmt.                                                                                  | Das Profil ist leicht geschwungen, mit einer sanften Einbuchtung in Augenhöhe.                                                                      | Die Seitenansicht besteht aus zwei parallelen geraden Linien, die durch eine leichte Kurve in Augenhöhe verbunden sind. Die Wangen sind bei den Weibchen eher rund und können bei den Männchen stärker entwickelt sein, in einem angemessenen Verhältnis zur Gesamtgröße des Körpers. |
|           | Schnauze, Kiefer | Mittellang bis etwas länger, stumpf, keilförmig. | Unterkiefer ist kräftig, die Schnauze ist gerundet.                                                                                                 | Von mittlerer Länge, weder spitz noch rund, der Fang setzt den Keil sanft fort. |
|           | Kinn             | Kräftig, auf einer senkrechten Linie mit der Nasenspitze | Kinn ist kräftig | Kräftiges Kinn. |
|           | Ohren            | Größe: Mäßig groß. Form: Breit am Ansatz mit ovalen Spitzen. Sehr leicht behaart. Platzierung: Mittelhoch. Die Außenlinien der Ohren folgen den Linien des Kopfes bis zum Kinn.                                                                                          | Die Ohren sind mittelgroß. Sie sind breit am Ansatz mit leicht gerundeten Spitzen und sind weit auseinander platziert.                              | breit am Ansatz mit abgerundeter Spitze, die Ohren sind mittelgroß und ziemlich hoch am Kopf angesetzt |
|           | Augen            | Größe: Mäßig groß. Form: Oval. Platzierung: Mehr als eine Augenbreite auseinander und leicht schräg gesetzt. Farbe: intensives, tiefes Blau. | Die Augen sind groß, das obere Lid ist mandelförmig, das untere leicht gerundet. Sie sind etwas schräg gestellt. Die Farbe ist ein intensives Blau. | oval, leicht schräg gestellt. Eine Linie verläuft vom inneren Augenwinkel zum äußeren Augenwinkel und trifft auf den äußeren Ohransatz. Die Farbe ist so intensiv wie möglich. |
| Körper    | Größe            | Mittelgroß | mittelgroß | mittelgroß |
|           |                  | Form: eineinhalb mal so lang wie die Höhe der Beine. Muskulatur, Knochenbau: Mittlerer Knochenbau. Kräftig aber nicht schwer gebaut. Schwerer als das Aussehen erwarten lässt. Nacken: Mittlere Länge und Festigkeit Torso, Brust: Mittlere Tiefe der Brust und Flanken. | muskulös, aber noch schlank und elegant, weder gedrungen, noch zu lang.                                                                             | Der Körper ist foreign im Typ, sehr muskulös, aber nicht schwer. Die Brust ist breit und leicht rund. Der Nacken ist mittellang und gut bemuskelt, besonders bei Katern. |
|           | Beine            | Elegant, mittelhoch. | mittellang | eher schlank, die Beine stehen im Verhältnis zum Körper. |
|           | Pfoten           | oval | gerundet | oval, die Pfoten sind mittelgroß. |
|           | Schwanz          | Länge: So lang wie der Körper, von der Schulter bis zum Schwanzansatz Form: zu einer gerundeten Spitze zulaufend | Der Schwanz ist mittellang und verjüngt sich leicht.                                                                                                | mittelgroß, breit am Ansatz, sich zu einer leicht runden Spitze verjüngend. |
|           | Fell             | Länge: Kurz Qualität, Textur: Fein glänzend und geschmeidig. Leichtes Unterfell. | Das Fell ist kurz und glänzend, eng am Körper anliegend. Es besitzt eine seidige Textur und keine Unterwolle.                                       | Das Fell ist kurz und dicht. Das Fell ist dicht anliegend. Die Textur ist fein und seidig. |

### Farben

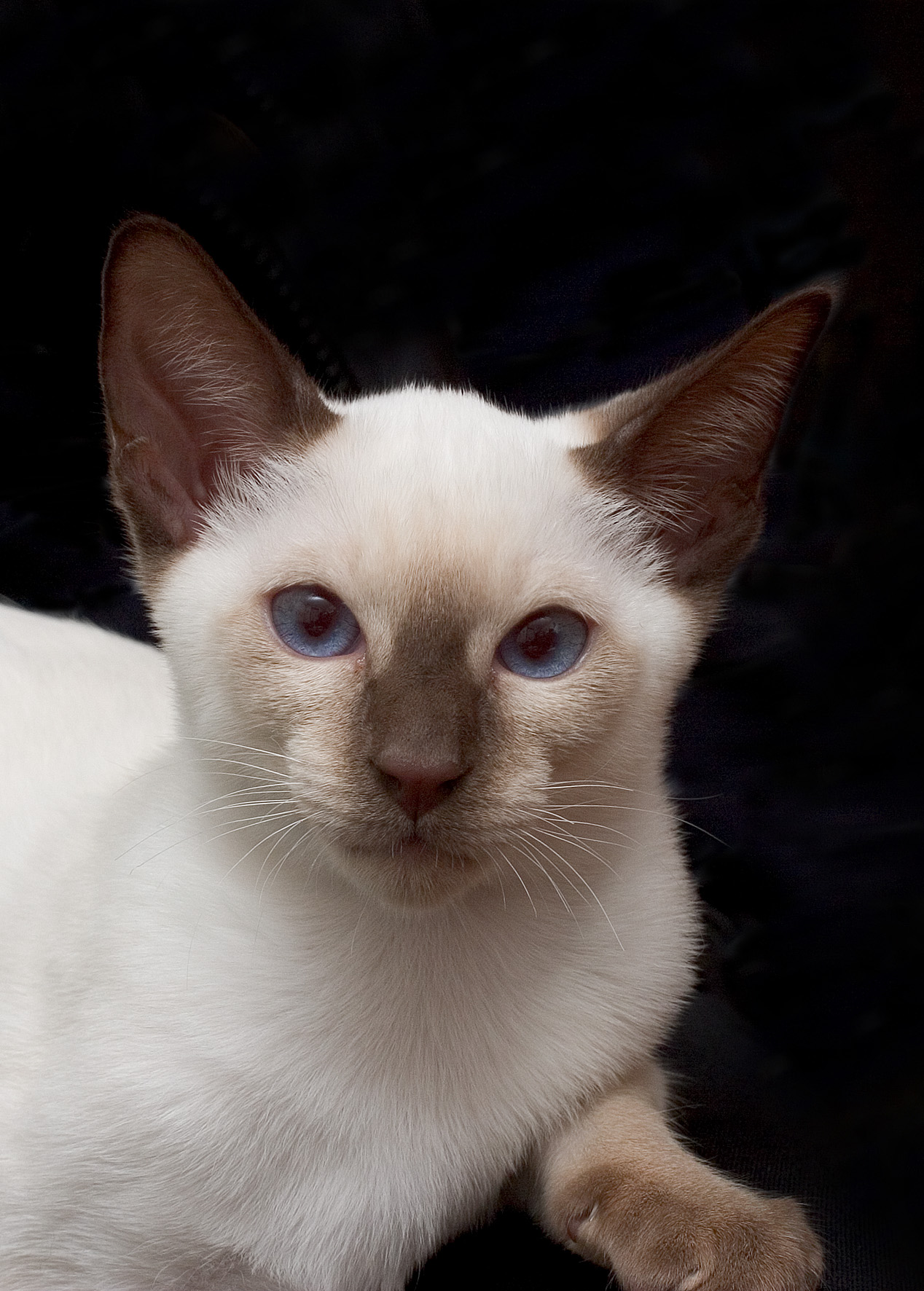
Junge Thaikatze chocolate -Point

Die Thai ist eine Pointkatze. Das bedeutet, dass ihre eigentliche Farbe nur an den sogenannten Points zu sehen ist. Die Points liegen im Gesicht (der Maske), den Ohren, den Pfoten bzw. Beinen und am Schwanz. Die Maske umfasst Nase, Schnurrhaarkissen, Augenumrandung und Stirn und ist durch Linien mit den Ohren verbunden. Thaikatzen sind mit etwa einem Jahr ausgefärbt, dunkeln jedoch im Alter insbesondere auf dem Rücken immer stärker nach. Da das Haar durch Pigmenteinlagerung dicker wird, bekommen Körperregionen mit weniger Fettschichten dadurch eine bessere Wärmeisolierung.
Diese Pointzeichnung der Thaikatze entsteht durch eine Mutation im Erbgut und gehört zu den Albinogenen. Es weniger des Farbstoffs Melanin produziert und in den Haaren abgelagert, wodurch die helle Färbung entsteht. In den kühleren Körperregionen bildet sich jedoch etwas schwarz-braunes Pigment, das sich ablagert. So entsteht die typische Maskenauszeichnung. Das entsprechende Gen ist temperatursensitiv, was 1930 wissenschaftlich bewiesen wurde. Die Thai wird weiß geboren und erst bei Kontakt mit der kühleren Umgebung bilden sich nach und nach die dunkleren Points aus. Auch im Winter kann beobachtet werden, dass das Fell der Thai dunkler wird. Nach dem Fellwechsel im Sommer wird es wieder heller. Auch die blauen Augen sind auf das Albinogen zurückzuführen, da auch hier ein Pigmentmangel vorliegt. Wie auch Albinos sind Thaikatzen recht empfindlich gegenüber starker Helligkeit.

#### Solid point
Die Thai gibt es in folgenden vier Standardfarben seal point, blue point, chocolate point, lilac point. Je nach Farbe unterscheidet sich die Farbe der Points, der Fellfarbe, des Nasenspiegels und der Fußballen. Weitere mögliche, aber nicht bei allen anerkannten Dachverbänden anerkannte Farben sind cinnamon point und fawn point.
Außerdem gibt es noch die Farben red point und creme point.

#### Tabby point
Die oben beschriebenen Farben gibt es allerdings nicht nur als solid point Variante. Auch in der Thaikatzen-Zucht gibt es Agouti-Katzen. Diese werden tabby point genannt. Die Pointfarbe, Körperfarbe und Farbe der Fußballen entspricht der solid point Variante. Die Nase selbst ist allerdings bei allen tabby points rosa mit einer dunklen Umrandung. Das Tabby-Muster soll sich nur auf den Bereich der Points beschränken.

#### Tortie point
Auch bei den Thais gibt es Tortie-Katzen. Bei diesen treten zu den vier Grundfarben zusätzlich noch red/creme auf.

#### Torbie point
Bei torbie Katzen, auch tortie tabby point genannt, kommt zu der tortie point-Variante noch ein Tabbymuster dazu.

#### Anerkannte Farben
Je nach Dachverband sind nicht alle Farben / Muster zugelassen. Die folgende Tabelle bietet eine Übersicht über die zugelassenen Farbvarianten bei einigen Dachverbänden.
| Farbe / Muster         | FiFe | WCF | LOOF |
| ---------------------- | ---- | --- | ---- |
| seal point             | x    | x   | x    |
| bluepoint              | x    | x   | x    |
| chocolate point        | x    | x   | x    |
| lilac point            | x    | x   | x    |
| red point              | x    | x   | x    |
| creme point            | x    | x   | x    |
| seal tabby point       | x    | x   | x    |
| blue tabby point       | x    | x   | x    |
| chocolate tabby point  | x    | x   | x    |
| lilac tabby point      | x    | x   | x    |
| red tabby point        | x    | x   | x    |
| creme tabby point      | x    | x   | x    |
| seal tortie point      | x    | x   | x    |
| blue tortie point      | x    | x   | x    |
| chocolate tortie point | x    | x   | x    |
| lilac tortie point     | x    | x   | x    |
| seal torbie point      | x    | x   | x    |
| blue torbie point      | x    | x   | x    |
| chocolate torbie point | x    | x   | x    |
| lilac torbie point     | x    | x   | x    |
| cinnamon point         | -    | x   | x    |
| fawn point             | -    | x   | x    |
| cinnamon tabby point   | -    | x   | x    |
| fawn tabby point       | -    | x   | x    |
| cinnamon tortiepoint   | -    | x   | x    |
| fawn tortiepoint       | -    | x   | x    |
| cinnamon torbie point  | -    | x   | x    |
| fawn torbie point      | -    | x   | x    |
| foreign white          | -    |     |      |

|                 | Fife | WCF | LOOF |
| --------------- | ---- | --- | ---- |
| silver/smoke    | -    |     | x    |
| apricot/caramel | -    |     |      |
|                 |      |     |      |

#### Foreign white
Eine besondere Farbvariante der Thaikatze stellt die Farbe foreign white dar. Die Idee rein weiße Thaikatzen zu züchten entstand um 1960 in England. Das Ziel war, bei der Züchtung die blauen Augen der Siamesen zu behalten, da diese wohl nicht zur Taubheit führten, um das Problem der Taubheit der weißen Katzen aus dem Weg zu gehen. Daraufhin wurden zu diesem Zweck seal point Siamesen mit weißen Britisch Kurzhaar-Katzen verpaart. Aus diesem Zuchtprogramm entstand die Foreign White. Die Farbe foreign white war bei dem Dachverband WCF auch bei der Thai als Farbschlag anerkannt.

## Charakter
Thaikatzen sind hochsensibel und trotzdem sehr robust. Im Gegensatz zur Hauskatze sind sie sehr anhänglich und menschenbezogen. Thaikatzen gehen oft – ähnlich wie beispielsweise Hunde – eine enge Bindung zu einem bestimmten Menschen ein, dem sie dann ihr Leben lang „treu“ bleiben. (Daher auch der Ausspruch „Von innen Hund, von außen Katze“, den man oft in Verbindung mit Thai- und Siamkatzen hört.) Sie haben einen eigenwilligen und dominanten Charakter. Thaikatzen sind sehr neugierig, aktiv, temperamentvoll und „redselig“. Sie spielen auch noch im Erwachsenenalter sehr gerne.

## Pflege
Durch ihr sehr kurzes Fell, sind Thaikatzen sehr pflegeleicht. Ausfallende Haare entfernt man durch Streicheln mit feuchten Händen, oder durch Kämmen mit einer Gummibürste für Kurzhaarhunde. Da sie durch die Herkunft aus einem warmen Land kein vollständiges Winterfell bekommen, sind sie auch im Winter nicht bei kalten Temperaturen oder draußen zu halten. Ein warmer Schlafplatz ist unabdingbar.

## Krankheiten
Da die Rasse Thai eine sehr ursprüngliche und auf der anderen Seite auch noch junge Rasse ist, gibt es bisher keine durch Überzüchtung herbeigeführte typische Rassekrankheit, die nur die Rasse Thai betreffen.
Allerdings gibt es aufgrund der Verwandtschaft zur Siamkatze ein höheres Risiko, dass die Katzen an folgenden Krankheiten erkranken: PRA (=progressive Retinaatrophie) – hierdurch erblindet die Katze langsam, HCM (=Hypertrophe Kardiomyopathie), PKD (= Polyzystische Nierenerkrankung) und GM1 und GM2 (=Gangliosidosis) – eine Fettspeichererkrankung die rezessiv vererbt wird und zu motorischen Auffälligkeiten führt. Außerdem besteht ein höheres Risiko des Froschsyndroms, Strabismus oder Nystagmus. Bezüglich Strabismus und Nystagmus ist zu erwähnen, dass diese Erkrankungen bei anderen Point-Katzen sehr häufig vorkommen. Allerdings stellen diese keine eigenständige Erbkrankheit mit eigenem Erbgang dar – im Gegensatz wie es bei normal gefärbten Katzen – also Nicht-Point-Katzen- der Fall ist. Das Schielen und Augenzittern ist die Folge des für den Albinismus ursächlichen Melaninmangel. Point-Katzen sind Teilalbinos und daher anfälliger für diese Erscheinungen. Allerdings konnte beobachtet werden, dass die Jagdfähigkeit trotz Probleme bei der Fixation und vermuteten beeinträchtigtem binokularem Sehen nicht wesentlich beeinflusst wird.